# ピーター・マクドナルド
ピーター・マクドナルド（Peter MacDonald）は、イギリス、ロンドン出身の映画監督。

## 人物
第二班監督や共同製作者、映写技師としても、大作映画を含む、数多くの映画に携わっている。ジェフリー・アンスワースに師事し、10年間カメラ・オペレーターを担当していた。ラッセル・マルケイがシルベスター・スタローンと意見衝突により降板した為、前作でも第二班監督を務めていたマクドナルドに白羽の矢が立ち『ランボー3/怒りのアフガン』にて初めて監督を担当。本人曰く"何の打ち合わせもなく、唐突に任命された。"とのこと。

## 主な作品

### 撮影
- 『ローラの青春』(1984)
- 『太陽の7人』(1986)
- 『ハンバーガー・ヒル』(1987)
- 『シャグ』(1989)

### 監督
- 『ランボー3/怒りのアフガン』(1988)
- 『モー・マネー』(1992)
- 『ネバーエンディング・ストーリー3』(1994)
- 『レジョネア　戦場の狼たち』(1998)、製作も
- 『スーパー・デイブ それいけ!おバカなスタントマン!』(2000)
- 『モンキー・キング 西遊記』(2001)

### 第二班監督
- 『ズールー戦争/野望の大陸』(1979)
- 『スター・ウォーズ エピソード5/帝国の逆襲』(1980)
- 『エクスカリバー』(1981)
- 『ドラゴンスレイヤー』(1981)
- 『ランボー/怒りの脱出』(1985)
- 『遠い夜明け』(1987)
- 『バットマン』(1989)
- 『デッドフォール』(1989)
- 『嵐の中で輝いて』(1992)
- 『ラジオ・フライヤー』(1992)
- 『ボディ・ターゲット』(1993)
- 『クエスト』(1996)
- 『バットマン&ロビン Mr.フリーズの逆襲』(1997)
- 『マイ・ラブリー・フィアンセ』(2001)
- 『ハリー・ポッターと秘密の部屋』(2002)
- 『ハリー・ポッターとアズカバンの囚人』(2004)
- 『ハリー・ポッターと炎のゴブレット』(2005)
- 『エラゴン』(2006)
- 『ボーン・アルティメイタム』(2007)
- 『ライラの冒険 黄金の羅針盤』(2007)
- 『ウルヴァリン:X-MEN ZERO』(2009)
- 『パーシー・ジャクソンとオリンポスの神々』(2010)
- 『タイタンの逆襲』(2012)
- 『ジャックと天空の巨人』(2013)
- 『ガーディアンズ・オブ・ギャラクシー』(2014)

### 製作総指揮
- 『デッドフォール』(1989)
- 『プリンス/グラフィティ・ブリッジ』(1990)
- 『クエスト』(1996)

### 共同製作
- 『ハリー・ポッターと炎のゴブレット』(2005)
- 『ウルヴァリン:X-MEN ZERO』(2009)